# Station Daarlerveen
Station Daarlerveen (afkorting: Da) is geopend op 1 oktober 1906 en ligt aan de spoorlijn Mariënberg - Almelo, tussen de stations Vriezenveen en Vroomshoop in de gemeente Hellendoorn. Aanvankelijk heette de stopplaats Boldijk, op 8 juli 1907 werd dit veranderd in Daarle. Vanaf 1 juni 1958 wordt de huidige naam Daarlerveen gebruikt.
Het station heeft twee perrons, beide aan hetzelfde spoor, van elkaar gescheiden door een overweg. De trein stopt altijd, vanuit de rijrichting gezien, op het perron na de spoorwegovergang, zodat de overweg direct weer vrijgeven kan worden. In het verleden stopte de trein wel voor de overweg.
Uit onderzoek dat door de NS in 2005 is gedaan bleek dat er per dag minder dan 100 mensen in- en uitstappen op het station.

## Bediening
Station Daarlerveen wordt bediend door de volgende treinserie:
| Serie       | Treinsoort         | Route                                          | Bijzonderheden                                                                         |
| ----------- | ------------------ | ---------------------------------------------- | -------------------------------------------------------------------------------------- |
| 31000 RS 21 | Stoptrein (Arriva) | Almelo – Daarlerveen – Mariënberg – Hardenberg | Onderdeel van Blauwnet. 1x per uur, 2x per uur in de brede spits en op zaterdagmiddag. |

De laatste stoptrein vanuit Almelo richting Hardenberg rijdt 's avonds laat niet verder dan Mariënberg.

## Afbeeldingen

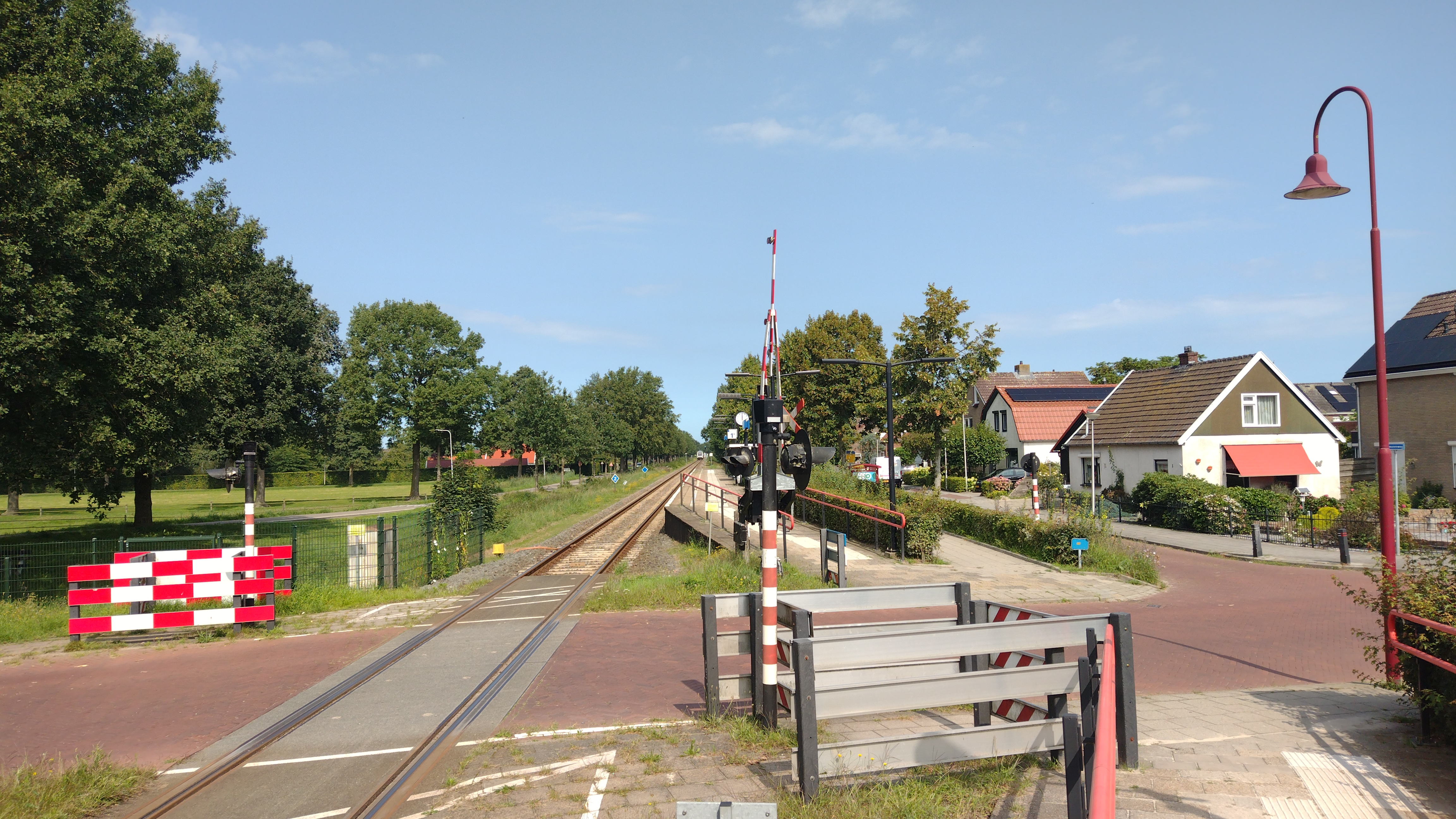
Het perron
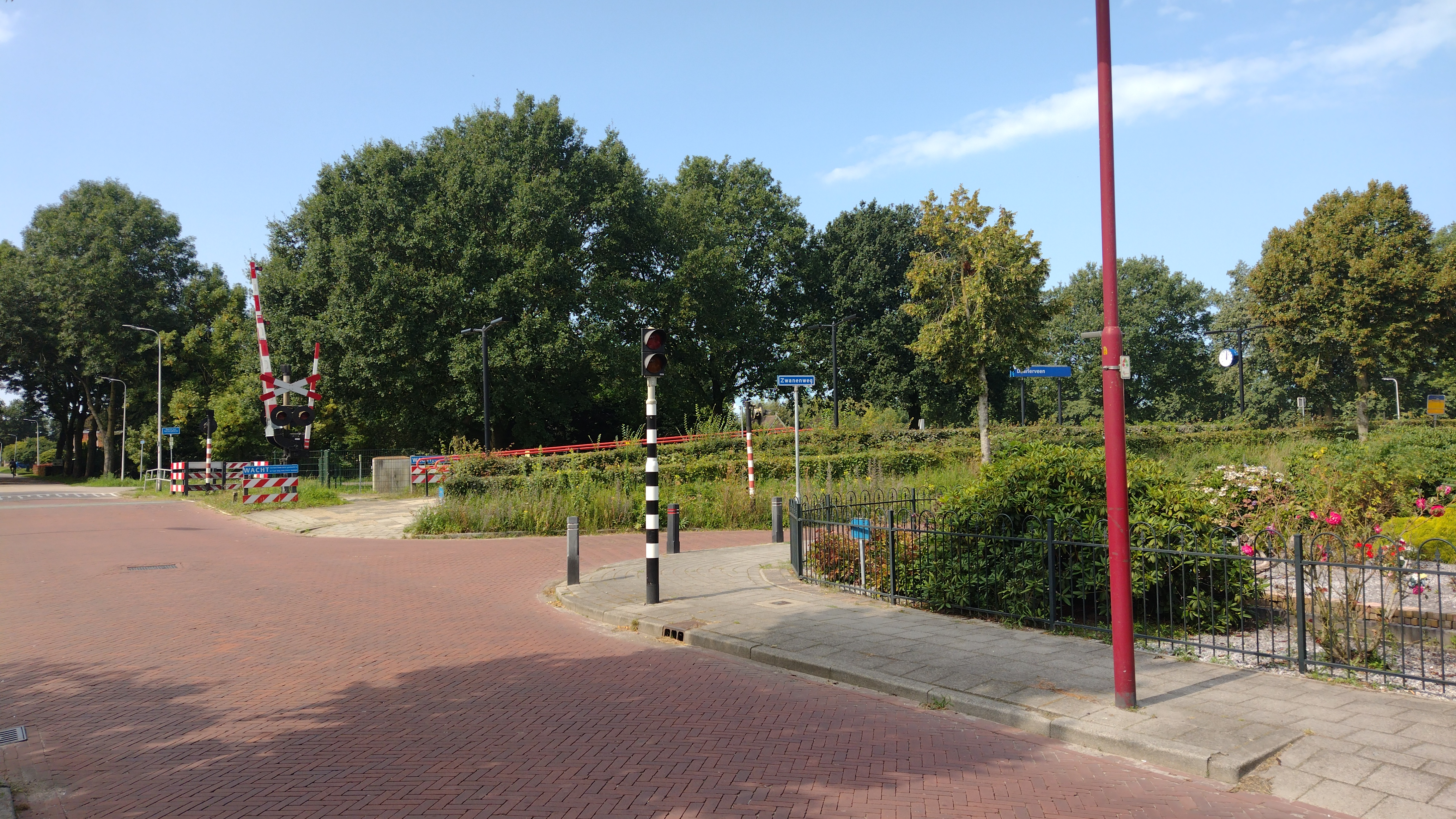
Het station gezien vanaf de straat

0,0: Mariënberg ·
3,8: Geerdijk ·
6,0: Vroomshoop ·
7,8: Daarlerveen ·
10,1: Westerhoeve ·
12,5: Vriezenveen ·
16,2: Aadorp ·
18,8: Almelo
Almelo · 
-De Riet · 
Borne · 
Daarlerveen · 
Dalfsen · 
Delden · 
Deventer · 
-Colmschate · 
Enschede · 
-De Eschmarke · 
-Kennispark · 
Glanerbrug · 
Goor · 
Gramsbergen · 
Hardenberg · 
Heino · 
Hengelo · 
-Gezondheidspark ·
-Oost · 
Holten · 
Kampen · 
-Zuid ·
Mariënberg · 
Nijverdal · 
Oldenzaal ·
Olst · 
Ommen · 
Raalte ·
Rijssen · 
Steenwijk · 
Vriezenveen · 
Vroomshoop · 
Wierden · 
Wijhe · 
Zwolle · 
-Stadshagen
Stations van de Museum Buurtspoorweg:
Haaksbergen · Zoutindustrie · Boekelo

Voormalige stations: zie de lijst van voormalige spoorwegstations in Overijssel